# 横超慧日
横超 慧日（おうちょう えにち、1906年2月21日 - 1996年1月17日）は、日本の仏教学者。専門は中国仏教。

## 略歴
1906年（明治39年）2月21日に愛知県丹羽郡千秋村浮野の真宗大谷派願行寺の住職である横超日南の次男として生まれる。
第八高等学校卒業後、東京帝國大学（印度哲学科）に入学。常盤大定に師事した。1928年（昭和3年）に大学院に進学。1931年（昭和6年）に卒業。東方文化学院（終戦後の昭和23年に東京大学東洋文化研究所に改組）の研究員となる。
1934年（昭和9年）に選ばれて中国の地を初めて踏む。この時の同行者に仁井田陞・青山定雄らがいた。
1939年（昭和14年）に小島常次郎の長女多祢子と結婚。
1949年（昭和24年）に招きを受けて大谷大学に赴任。その後学生部長や文学部長などを歴任。1976年、70歳になるまで教授として尽力し、名誉教授の称号が授与された。退任後も四天王寺や東大寺・真宗大谷派から招きを受けて講義を行った。
1996年（平成8年）1月17日に腎不全により死去。享年89。

## 受賞歴
- 1972年　昭和47年　紫綬褒章
- 1978年　昭和53年　勲三等瑞宝章
- 1984年　昭和59年　仏教伝導文化賞

## 著書
- 『涅槃経』日本評論社、1942年。
  - 『涅槃経－如来常往と悉有仏性』平楽寺書店〈サーラ叢書〉、1981年。ISBN 978-4831300263。
  - 『涅槃経入門』法蔵館文庫、2024年。ISBN 978-4831826794。
- 『中國佛教の研究』法藏館。
  1. 『中國佛教の研究 第一巻』1958年。ISBN 9784831874016。
  2. 『中國佛教の研究 第二巻』1978年。ISBN 9784831874023。
  3. 『中國佛教の研究 第三巻』1979年。ISBN 9784831874030。
- 『法華経序説』法藏館、1962年。ISBN 9784831873170。
- 『仏教とは何か』法藏館、1966年。ISBN 9784831880062。
  - 『新装版 仏教とは何か』法藏館、2021年。ISBN 978-4831865762。
- 『北魏仏教の研究』平楽寺書店、1970年。
- 『法華思想の研究 1』平楽寺書店、1971年。
- 『法華思想の研究 2』平楽寺書店、1986年。
- 『涅槃経と浄土教―仏の願力と成仏の信』平楽寺書店、1981年。ISBN 9784831300263。

### 共著
- 山口益、横超慧日、安藤俊雄、舟橋一哉『仏教学序説』平楽寺書店、1961年。ISBN 4831300462。
- 横超慧日、諏訪義純『羅什』大蔵出版〈人物中国の仏教〉、1991年。ISBN 9784804351070。
- 多屋頼俊・横超慧日・舟橋一哉 編『［新版］仏教学辞典』法蔵館、1995年。ISBN 4-8318-7009-9。

### 論文
- CiNii>横超慧日
- INBUDS>横超慧日